# The Cadillac
The Cadillac ist ein US-amerikanischer Kurzfilm von Robert Clouse aus dem Jahr 1962, mit dem Clouse für einen Oscar nominiert war.

## Inhalt

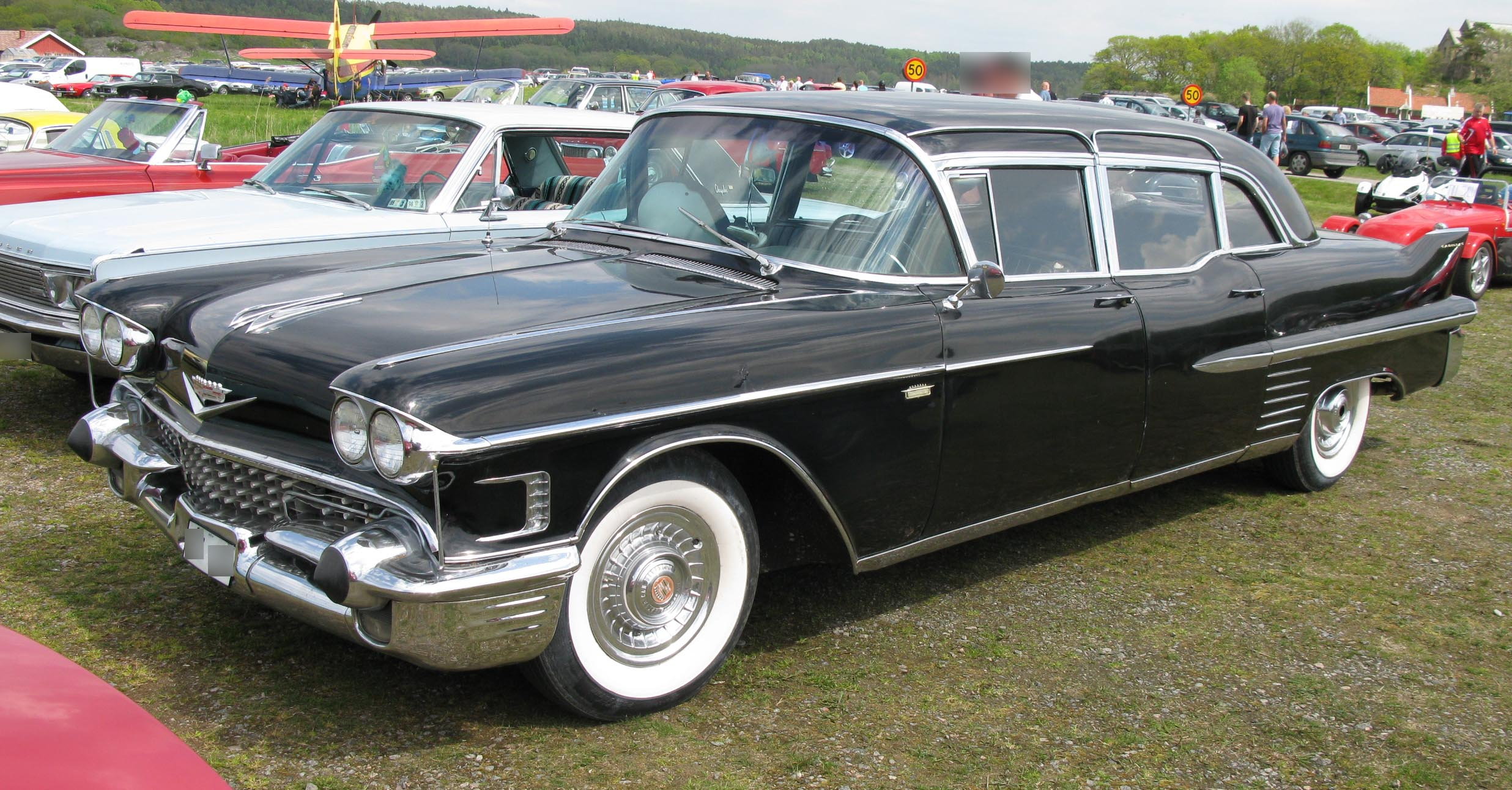
Beispielfoto Cadillac von 1958

Erzählt wird die Geschichte einer mexikanisch-amerikanischen Familie, die an einem Wettbewerb teilnimmt, in dem ein Cadillac der Hauptgewinn ist. Als die Familie das Auto tatsächlich gewinnt, ist die Freude groß. Die nun folgenden Reaktionen in der kleinen Gemeinschaft, in der die Familie lebt, sind unterschiedlich und teils auch von Neid geprägt. Die Familie muss lernen, damit umzugehen, ohne sich die Freude an dem gewonnenen Auto nehmen zu lassen.

## Produktion, Veröffentlichung
Um die Geschichte zu erzählen, wartet der Film mit der Technik animierter Standbilder auf.
The Cadillac wurde in den USA im Jahr 1962 erstmals veröffentlicht.

## Auszeichnungen
Oscarverleihung 1963
- Nominierung für Robert Clouse mit dem Film in der Kategorie „Bester Kurzfilm“ (Live Action)

American Cinema Editors, USA 1963
- Gewinner des Eddie: Robert Ford und Russell D. Tinsley in der Kategorie „Bester Schnitt“